# Случок
Случок — деревня в Стародубском муниципальном округе Брянской области.

## География
Находится в южной части Брянской области на расстоянии приблизительно 12 км по прямой на восток-юго-восток от районного центра города Стародуб.

## История
В 1859 году здесь (деревня Стародубского уезда Черниговской губернии) было учтено 54 двора, в 1892 — 84. До 2019 года входила в состав Мишковского сельского поселения, с 2019 по 2020 год в состав Десятуховского сельского поселения Стародубского района до их упразднения.

## Население
Численность населения: 392 человека (1859 год), 527 (1892), 335 человек в 2002 году (русские 98 %), 298 в 2010.